# Курт Кобејн
Курт Доналд Кобејн (енгл. Kurt Donald Cobain; Абердин, 20. фебруар 1967 — Сијетл, 5. април 1994) је био амерички музичар који је био оснивач, водећи вокал, гитариста и примарни текстописац рок групе Нирвана. Писао је песме подстакнут бесом и незадовољством системом, тиме ширећи тематске конвенције мејнстрим рока. Најављиван је као портпарол генерације Икс и признат је као један од најутицајнијих алтернативних рок музичара, као и један од најпопуларнијих рок музичара.
Кобејн је основао Нирвану са Кристом Новоселићем и Ароном Буркардом 1987. године и успоставио је као део музичке сцене Сијетла која је касније постала позната као гранџ. Након потписивања уговора са DGC Records, Нирвана је постигла комерцијални успех са синглом "Smells Like Teen Spirit" са њиховог другог албума Nevermind (1991) који је хваљен од стране критике. Иако је Кобејн хваљен као глас своје генерације након изненадног успеха Нирване, он је то замерио, верујући да је његову поруку и уметничку визију јавност погрешно протумачила. Поред "Smells Like Teen Spirit", Кобејн је написао многе друге хит песме за Нирвану, укључујући "Come as You Are", "Lithium", "In Bloom", "Something in the Way", "Heart-Shaped Box", "All Apologies", "About a Girl", "Aneurysm", и "You Know You're Right".
Током последњих година свог живота, Кобејн се борио са зависношћу од хероина и хроничним здравственим проблемима као што је депресија. Такође се борио са личним и професионалним притисцима славе, а имао је буран однос са својом супругом, музичарком Кортни Лав. У марту 1994. Кобејн се предозирао комбинацијом шампањца и флунитразепама, а потом је ушао и прошао програм детоксикације и рехабилитације. Кобејн је 8. априла 1994. пронађен мртав у својој кући у Сијетлу у доби од 27 година; полиција је закључила да је преминуо 5. априла услед самоубиства.
Кобејн је постхумно уврштен у Рокенрол кућу славних, заједно са басистом Нирване Кристом Новоселићем и бубњаром Дејвом Гролом, у њиховој првој години квалификација 2014. Rolling Stone је уврстио Кобејна на своје листе 100 највећих текстописаца свих времена, 100 највећих гитариста и 100 највећих певача свих времена. МТВ га је рангирао на 7. место у „22 најбоља гласа у музици“. Године 2006. Hit Parader га је поставио на 20. место на њиховој листи „100 највећих метал певача свих времена“.

## Детињство и младост
Курт се родио као син Дона и Венди Кобејн, у Абердину, Вашингтон. Имао је и сестру, Кимберли, рођену 1970. године. Први део његовог детињства је био срећан. Био је члан типичне америчке породице. Рано је развио интерес за музику и већ као двогодишњак је почео да пева песме Битлса.
Када му је било седам година, Кобејн је дијагнозиран АДХД-ом, сметња која укључује између осталог хиперактивност и промене у расположењу. Против АДХД-а је користио Риталин. Удовица Кобејна, Кортни Лав, је касније кривила Риталин за његову зависност хероина: „Када као дете узимаш дрогу која изазива осећај еуфорије, чему другом ћеш се окретати када одрастеш?”
Догађај који је пуно утицао на Кобејнов живот јесте развод његових родитеља 1975. године, када му је било осам година. Кобејнова мајка је приметила да јој се син тада драстично променио, постајући више повучен. У једном интервјуу 1993. године, Кобејн је о томе рекао: „Сећам се да сам осећао стид, из неког разлога. Стидео сам се својих родитеља. Нисам могао да будем са својим пријатељима у школи, јер сам очајно желео да имам ону класичну, типичну породицу, са оцем и мајком. Била ми је потребна та сигурност, па сам се зато љутио на родитеље неколико година”. Неколико месеци је живео са мајком, да би се после преселио у Монтесејно, Вашингтон, да живи са оцем. Неколико година касније постао је бунтован и често се селио, живећи код разних пријатеља и рођака.
У школи је највише волео ликовно, и често је током часова цртао, између осталог фетусе и слике људске анатомије. Такође се спријатељио с једним хомосексуалцем, због чега су неки мислили да је и он хомосексуалац. Касније је у једном интервјуу 1992. године признао да је у младости био несигуран што се тиче своје сексуалности, да је хомосексуалац у духу и да би вероватно могао бити бисексуалац. Тада је био ожењен са Кортни и рекао је да је она разлог због кога не живи бисексуалним животом.
Као тинејџер хаотичног живота а одрастајући у малом граду, пронашао је ослобођење у панк наступима у Сијетлу. Спријатељио се суграђанима из групе Мелвинс који је већ утицао на звук Нирване. Пријатељство с њима је трајало до краја Кобејновог живота. Кобејн је у младости проводио доста времена читајући у локалној библиотеци. Неки писци које је волео и који су утицали на његов начин писања текстова за песме Нирване су С. Е. Хинтон и Вилијам С. Бароуз. Друга писци који су утицали на Кобејнове ставове су Валери Соланас, Џек Керуак, Патрик Саскинд, Самјуел Бекет и Чарлс Буковски.
Две недеље пре него што је требало да заврши средњу школу, Кобејн је напустио школу пошто је увидео да нема довољно поена. Мајка му је дала ултиматум да нађе посао или да се исели. После неколико недеља, Кобејн је нашао своју одећу и своје ствари у картонима. Истеран из куће, често је спавао код пријатеља или се ушуњао у мајчин подрум. Када није имао где да спава, спавао је испод једног моста на реци Вишка, искуство које је инспирисало песму Something In The Way са албума Nevermind.

## Нирвана
Када је Кобејну било 14 година добио је своју прву гитару, коју је изабрао уместо бицикла. Одмах покушава да формира бендове са пријатељима, свирајући песме АЦ/ДЦ-а и Лед зепелина. У средњој школи често није имао с ким да свира, пошто његови пријатељи нису били музикално талентовани. Касније, још увек током средњошколских година, Кобејн је срео Новоселића, момка који се бавио панком. Кобејн је покушавао да наговори Новоселића да заједно оснују бенд, пославши му копију демо песме коју је снимио с једним ранијим бендом. Новоселић је, испрва сумњајући месецима, на крају ипак одлучио да пристане, што је значило почетак Нирване.
Првих година Нирване Кобејн и Новоселић су имали проблема с налажењем бубњара. На првом албуму „Bleach” (1989), бубњар је био Чед Ченинг. Међутим, незадовољан њиме, Кобејн је одлучио да га замени Дејвом Гролом. С њим је Нирвана доживела свој врхунац 1991. године са албумом „Nevermind”.

## Брак
Кортни Лав је први пут видела Кобејна на једном наступу 1988. године. Према речима новинарке Еверет Тру, формално су се упознали на једном концерту у Лос Анђелесу у мају 1991, мада се према многим изворима први сусрет десио у Портланду 1989. Од јесени 1991. су често били заједно, често користећи дрогу.
Године 1992. Кортни је затруднела и 24. фебруара исте године Курт и Кортни су се венчали на Хавајима, после завршетка турнеје Нирване по Аустралији. Пар добија ћерку, Франсис Бин Кобејн, 18. августа 1992.
Кортни Лав није била нарочито популарна код обожавалаца Нирване. Највећи критичари сматрају да је Кортни користила Курта да би постала славна, упоређујући се са Јоко Оно.

## Наркоманија
Већег дела свог живота Курт Кобејн се борио с депресијом, хроничним бронхитисом и интензивним физичким болом проузрокованим недијагнозираном и непријатном болешћу желуца. Овај бол је разарао његово емотивно здравље, и годинама је трагао за његовим узроком. Међутим, ниједан лекар кога је консултовао није могао да одреди специфично извориште. Сматрали су да је могуће да је стомачни бол резултат сколиозе коју је имао као дете. Против болова је користио хероин, мада то није био главни разлог коришћења.
Кобејн је први пут пробао дрогу 1986. После неколико месеци постао је зависник. Током 1992. године први пут је прихватио рехабилитацију, пошто је сазнао да ће ускоро постати родитељ. Али, убрзо је поново почео да узима дрогу.

## Смрт
Током једне турнеје по Немачкој, у Минхену 1. марта 1994. године Курту Кобејну је дијагностиковано запаљење душника и грла. Следећег дана је отишао у Рим на лечење, где је дошла и Кортни 3. марта. Следећег јутра, Кортни је нашла Кобејна који се отровао превеликом дозом шампањца и рохипнола. Кобејн је одмах одвезен у болницу. Остатак дана био је у несвести. Пуштен је из болнице након пет дана и тада се вратио у Сијетл. Кортни Лав је касније инсистирала на томе да је Кобејн покушао да се убије.
Исте године, 18. марта, Кортни је звала полицију пошто је Кобејн узео пиштољ и закључао се у собу. Полиција је затим конфисковала оружје и Кобејнове пилуле. Кобејн је тврдио да није планирао да изврши самоубиство, већ да се закључао у собу да би се сакрио од Кортни. Касније током полицијског испитивања Кортни је признала да никада није видела Кобејна са оружјем.
Кортни Лав је 26. марта предузела кораке да помогне Кобејну да остави дрогу. Позвала је десет особа, неке Кобејнове пријатеље, између осталих његовог најбољег пријатеља Дилана Карлсона. Бивши менаџер Нирване, Дани Голдберг, описао је Кобејна као изузетно опирног и да није хтео да призна да је његово понашање самодеструктивно. Ипак, на крају дана Кобејн је пристао на помоћ.
Кобејн је 30. марта стигао у Лос Анђелес на рехабилитацију, а 1. априла посетила га је кћерка. Исте ноћи, Кобејн је изашао да пуши, затим је прескочио ограду и напустио рехабилитациони центар. Следећих дана је ту и тамо виђен по Сијетлу, али његови пријатељи углавном нису знали где се налази.
Кортни је 3. априла ангажовала истражитеља Тома Гранта да нађе Кобејна. Следећег дана Кортни је пријавила Кобејна као несталу особу, потписујући се именом Кобејнове мајке, без њене дозволе. Написала је да је Кобејн побегао из центра за рехабилитацију и вратио се у Сијетл, да је купио пушку и да је вероватно суицидалан.
Електричар Гари Смит пронашао је 8. априла у 8:40 сати ујутро Кобејново тело у кући у коју је дошао да инсталира нови алармни систем. Учинило му се да на поду види белу кројачку лутку све док није угледао крв из десног уха. Онда је приметио пушку која је лежала преко Кобејнових груди, уперена ка бради.
Полиција, која је брзо стигла до издвојене куће у насељу Мадрона у Сијетлу, идентификовала је тело као остатке Курта Кобејна. Идентификација била је могућа само преко отисака прстију, јер је Кобејново самоубиство било изведено на такав начин (један хитац из кратке пушке у уста), односно с таквим тешким повредама главе и лица, да га другачије није било могуће препознати. Др Доналд Реј, који је званично потврдио Кобејнову смрт, констатовао је да је смрт настала као последица једног пуцња, те да се највероватније ради о самоубиству.
Сцена у соби, по описима Гари Смита, одговарала је овој претпоставци. Кобејн је још увек био обучен у светлу кошуљу и фармерке. Поред тела, на поду, налазила се његова лична карта и опроштајно писмо, написано црвеним мастилом на обичном папиру А4 димензија, причвршћено за тло хемијском пробијеном кроз сам папир. У писму између осталог пише: „Већ годинама нисам осетио задовољство нити приликом слушања, нити приликом прављења музике. Због тога сам осећао кривицу која се не може исказати речима. Када би се светла угасила и почео хук из публике пред наш излазак на сцену, ја нисам осећао ништа”. И само постојање групе Нирвана постало је тешко оптерећење: „Мрзим је. Не могу да свирам с њима више... није забавно. Не могу да живим на овај начин”.
Поред тела лежали су још и покварена компјутерска игрица, изношена чупава дечја играчка и неколико касета, међу којима и албум Нирване In Utero.
Извештај обдукције каже да је Курт Кобејн умро 5. априла. Кобејново тело је кремирано на затвореној, приватној церемонији.

## Мистерија последњих дана
Полиција је претражила имање, не нашавши практично ништа сумњиво што би указивало на још нечије присуство у часовима који су претходили самоубиству, ако се изузме чињеница да је телевизор још увек био укључен. Потпуно неразјашњен, ипак, остаје инцидент који је забележила локална полицијска станица. Изгледа да је барем дан пре откривања Кобејнове смрти неко звао телефонски број 911 (хитни случајеви), да би пријавио инцидент у његовој кући. Пар минута касније, уследио је други позив, којим је претходни поништен као лажна узбуна. Ово је довело до представе да је Кобејн можда убијен. Такође неко је мало након смрти Курта Кобејна покушао да искористи кредитну картицу. Одмах је блокирана али полиција није успела да пронађе починиоца.
Први који је јавно говорио да је Кобејн убијен био је сијетлски новинар Ричард Ли. Седам дана после Кобејнове смрти, Ли је емитовао прву епизоду документарне серије под темом Курт Кобејн је убијен. Тврдњу да је заиста убијен поткрепио је помињући разне недоследности у вези с полицијским извештајима. Такође, Ли је успео да набави видео-снимак који је снимљен 8. априла изван Кобејнове гараже. Снимак показује како око Кобејновог тела нема пуно крви. Експерти кажу да хитац из пушке у уста обично резултује у мање крви, за разлику од хица из пушке у главу. Документарна серија је и даље емитована. Углавном се бавила питањима полиције.
Том Грант, приватни детектив кога је запослила Кортни Лав, такође верује да је Кобејн убијен. Грант цитира чланак из једних сијетлских новина издат 14. априла, у ком се наводи да је Кобејн у крви имао 1,52 милиграма по литри хероина. По његовим речима, ово је главни доказ да је Кобејн убијен. Пошто је узео толику количину хероина, не би могао да буде у стању да сам повуче обарач. С тим се слажу и многи стручњаци. Даље, Грант верује да Кобејн у свом опроштајном писму заправо пише о намери да напусти Кортни Лав и музику. Графолошки стручњаци тврде да се последњи редови писма, који највише личе на поруку самоубице, разликују од остатка писма. Послате су копије опроштајног писма четворици стручњака. Само је један од њих сматрао да је цело писмо написао Кобејн.
Према обдукцијском извештају, Кобејнова рука је прекратка да би могао да дохвати обарач. Морао би да окине обарач са ногама, али Кобејн је пронађен обувен.
Филмски режисер Ник Брумфилд је одлучио да сам истражи мистерију о Кобејновој смрти, разговарајући с особама повезаним с Кобејном. Између осталих, Брумфилд је разговарао са фронтменом бенда Менторс, Елдоном Хоуком, који тврди да му је Кортни Лав понудила 50.000 долара да убије Кобејна. Документарни филм је изашао 1998. године под именом Курт и Кортни. Ипак, на крају филма Брумфилд сматра да није дошао до довољних доказа да закључи да је Кобејн убијен.

## Заоставштина
У Кобејновом родном граду је 2005. године подигнут знак спомена на коме пише „Welcome to Aberdeen - Come As You Are”. Подигла га је Меморијална Комисија Курта Кобејна, основана маја 2004.
С обзиром да Кобејн нема гроб, многи обожаваоци Нирване сваке године на датум његове смрти, посете Вирета парк, који се налази у близини његовог бившег дома.
Кобејнова митска личност је доспела и до филма. Гас Ван Сан је 2005. године снимио филм Последњи дани, који разматра могуће догађаје током последњих дана Кобејновог живота.
Годинама после своје смрти, Кобејн и даље привлачи и инспирише обожаваоце. Осам година после његови смрти, Нирванин последњи студијски албум „You Know You're Right” налазио се на врху топ-листа широм света, привлачећи нову генерацију обожаваоца. „Nevermind” је још увек ремек-дело алтернативне музике које се константно налази на врху топ-листа најбољих албума. Многи сматрају да је Кобејнов допринос музичкој историји заувек променио звук поп музике и да остаје међу најутицајнијим музичарима рок музике, иако то никада није била његова намера. Јер, иако је био свестан да се његов статус променио пошто је Нирвана постала једна од најкомерцијалнијих рок група у новијој историји, све је то у ствари било у супротности с његовим начелима.